# Polyphida clytoides
Polyphida clytoides är en skalbaggsart som beskrevs av Francis Polkinghorne Pascoe 1869. Polyphida clytoides ingår i släktet Polyphida och familjen långhorningar.
Artens utbredningsområde är Sarawak. Inga underarter finns listade i Catalogue of Life.